# 中央情報局
中央情報局（ちゅうおうじょうほうきょく、英語: Central Intelligence Agency, 略称：CIA）は、アメリカ合衆国の対外情報機関。主に人的情報（HUMINT）を利用して世界中から国家安全保障に関する情報を収集分析することを任務としている。アメリカのインテリジェンスコミュニティ（IC）の主要メンバーであるCIAは国家情報長官直属であり、主に大統領と大統領顧問団に情報を提供することを目的としている。

## 概説
1947年9月18日にトルーマン大統領が諸外国から寄せられる多種多様な情報を一括して収集できる組織を望んだことを契機に組織された。中央情報局（以下「CIA」）は国家安全保障会議の直轄機関であり、アメリカ軍からは独立して存在している。
CIA自身が収集した情報の他に、国家安全保障局・国家偵察局・国防情報局・各軍の情報部・財務省情報部・エネルギー省情報部といった連邦政府の情報機関から構成されるインテリジェンス・コミュニティーからの情報を集めて分析し、大統領と国家情報長官に報告する。アメリカのインテリジェンス・コミュニティーは国家情報長官によって統括され、CIAはその「中央」にある情報機関である。
また、CIAは創設期からイスラエル諜報特務庁（モサド）やイギリスの秘密情報部と繋がりが深く、またカナダ・オーストラリア・ニュージーランドの情報機関とはアングロ・サクソン連合として横の連携がある（UKUSA協定）。

## 活動内容
アメリカ合衆国の安全保障政策の決定に必要な諜報活動を行う。諜報活動のために膨大な予算を与えられているが、その用途などの詳細情報は明らかにされていない。また局員は諜報員だけでなく、特殊作戦、不正規戦、秘密作戦、非合法作戦等に従事する特殊活動センター（SAC:Special Activities Center）という準軍事組織に所属するものもいる。
一般には以下のような活動があるといわれている。
- アメリカ合衆国に友好的な政権樹立の援助
- アメリカ合衆国に敵対する政権打倒の援助[8]
- アメリカ合衆国に敵対する指導者の暗殺
- 外国軍隊への拷問指導 - 中南米など。
- 外国のジャーナリストのスパイ・協力者獲得
- 外国の保守政党(右派政党)の選挙に資金提供
- 外国の革新政党(左派政党)の弱体化
- 外国の与野党にアメリカ合衆国に友好的な政治家の育成
- 国内外でのスパイ養成
- アメリカ軍の戦闘地域での情報収集 - ヒューミントの他、無人偵察機を使用したものを含む。
- 外国の政治・軍事・経済情報の収集
- 外国での情報操作
- 反政府組織などの援助・人材育成
- インターネット上での諜報活動/謀略活動
- クラッカー養成
- （外国への）サイバー攻撃

アメリカ合衆国に敵対する指導者の暗殺に関しては、フォード大統領によって暗殺禁止の大統領令が出されたこともあるが、今では撤回され、パキスタン・イエメンなどで無人偵察機のプレデターでイスラーム主義テロ組織の指導者を暗殺している。
アメリカ軍が関与する戦闘地域へ潜入しての軍事的情報の収集に関しては、ベトナム・イラク・アフガニスタンなどでの戦争において、局員は現地へ潜入して敵性ゲリラ・民兵・テロリストの情報収集を行い、その拠点や隠処の攻撃時間・座標をアメリカ軍へ通知している。しかし不正確な情報であることもしばしばで、誤爆による多大な民間人の犠牲を招いている実情がある。
2001年の9・11テロの後は、コマンド部隊によるテロリストの逮捕・殺害計画を極秘に企画していた。アメリカ政府の元高官によると、この計画は1972年のミュンヘンオリンピック事件の後にイスラエル諜報特務庁（モサド）が実行した報復作戦に類似しているという。
2006年5月に「テロリスト関係者若しくはそれらと接触した人物」をアメリカ入国の際に拉致し、国内法の及ばない地域（シリアやグァンタナモ米軍基地）の秘密収容所に、取調べを口実に収監していた事が判明して、アムネスティ・インターナショナルや母国政府が調査に乗り出す事態になっている。2006年9月、ジョージ・W・ブッシュ大統領は秘密施設の存在を認め、この秘密施設でのCIAによる取調べを「CIAプログラム」と表現した。オバマ大統領はグァンタナモ基地に対して厳しい姿勢で臨んだ。

### 情報活動・公的刊行物
CIAは秘密工作活動だけを行っている訳ではない。情報本部・国家情報評価室・NIO（National Intelligence Officer）などで情報評価活動をしていた。国家情報長官室（ODNI）が設立されるまで、CIAの情報評価は全ての基礎になっていた。特に軍部の意向に左右されない文官指導部への客観的な情報評価が期待されていた。
元々CIAは真珠湾攻撃で情報・評価活動が集約されず、大統領にまで多数の生の解読電文が評価無しでそのまま渡される上に、海軍と陸軍が別々に情報活動をするという弊害を是正するために生まれた（戦略情報局が立ち上げられたのは日本の直接攻撃を受けた後の1942年）。冷戦が始まってその性質が変化したが、「ソ連などの戦争準備に対して早期警報を出す」という基本任務がおろそかになった訳ではない。
CIAの情報評価はごく一部は40年以上昔から一般公開されていた。
- 「ザ・ワールド・ファクトブック」[10] - 世界各国の現況をまとめている。
- 「情報研究」[11]
- 「グローバル・トレンド」 - CIAの下部機関であった国家情報会議（NIC:National Intelligence Council）が4-5年おきに発行していた20年後の未来予測、現在は独立したNICが発行する。日本関係の主要な論点では「人口減少が社会全体に影響を与えるので対処が必要である」と、かなり前から記述していた。ソビエト連邦の崩壊は予測（または記述）できなかった（2035年版は2016年12月に新大統領に提出される予定で作業中。）[12][13]。

### 日本への関与
日本占領期には占領終了後に岸信介・賀屋興宣・正力松太郎・児玉誉士夫・笹川良一・田中清玄・笠信太郎・緒方竹虎・野村吉三郎などをCIAの協力者として、揺籃期の自由民主党に活動資金を提供し、心理戦略委員会（Psychological Strategy Board(PSB)。のちの作戦調整委員会）などの方針に沿って政治及びマスメディアを利用し、国内のアメリカニゼーションと政府の親米化に一役買った。
2006（平成18）年7月18日に公開された国務省編纂の外交史料集によると、冷戦時代にはアメリカ政府の反共政策に基づき日本の親米勢力や、民社党などの野党内保守・右派勢力に秘密資金を提供していた。秘密資金の提供を受けたのは岸信介、池田勇人両政権下の自民党有力者と社会党右派（後に民社党を結党する勢力）とみられている。この結果、右派が民社党をつくり、日本社会党は弱体化することになった。
冷戦終結まで、児玉を通じて日本の指定暴力団・韓国のヤクザなどともコネクションを持っており、暴力装置などとして使用していた。また日本共産党には、岸の系列から韓国の統一協会へ関与していると主張された。
冷戦終結後は双子の赤字に苦しむ連邦政府による人員や経費の削減等のため危機に直面したCIAは、日本などの友好国の経済情報などの非軍事分野での情報収集と分析を始めた。1990年（平成2年）4月には長官のウェブスターが「日本やヨーロッパ諸国の経済上の競争相手に対する情報戦略を扱う企画調整室を設けた。」と発言し、1992年（平成4年）4月には長官のゲーツが「業務の約4割、予算の2/3は経済分野に当てる。」と演説した。2011年には、上級オフィサーで2000年に没したロバート・クロウリーが遺した協力者一覧「クロウリーファイル」には、船橋洋一と、「C」の節に、コロンビア大学教授のジェラルド・カーティスが掲載されている事が明らかになり、協力者の一人であると名指しされている。
CIA日本支局を立ち上げたのは前身のOSS（戦略情報局）スイス支局でアレン・ダレスの部下だったポール・ブルームで、彼が来日後に最初に連絡をとったのが笠信太郎であり、以降ブルームと笠は日本の指導的知識人を糾合する目的の座談会を主催するなどして親米論調の涵養を図っていた。また、野村吉三郎（元海軍大将・駐米大使）に資金提供して海上警備隊（海上自衛隊の前身）を創設させ、野村の参院選出馬を支援している。反ソ・反鳩山の緒方竹虎を首相にするための工作活動を展開するとともに、緒方の「日本版CIA構想」を支援していた。正力松太郎を使って日本全土を縦断する一大反共軍事通信網を構築する構想があったとされる。（→正力マイクロ波事件）
吉田則昭、山本武利、加藤哲郎らは2008年（平成20年）4月から9月、アメリカ国立公文書記録管理局で2005年（平成17年）に機密解除され2007年（平成19年）1月12日に一般公開されたCIA公開資料を収集し、1年間をかけてその分析に共同であたった。2009年（平成21年）7月25日に早稲田大学20世紀メディア研究所の第51回研究会で中間報告を行い、2009年（平成21年）7月26日の毎日新聞で1面2面の大きな記事として報道された。日本での活動拠点にニュー山王ホテルがある。

## 歴史
第二次世界大戦中の1942年に情報調整局から改組設立された戦略情報局（オフィス・オブ・ストラテジック・サービス、OSS）がセントラル・インテリジェンス・グループ（CIG、中央情報グループ）及び政策調整局（OPC）を経て1947年に成立した国家安全保障法により改組されて発足した。

第二次世界大戦終了後にアレン・ダレスはドイツからテオドール・ゼーフェッケなど多数のナチス将校を招聘した。またCIAのソ連など東欧での情報収集と工作活動の本格化を図った。
1950年代から1960年代にかけては、社会主義・共産主義化しつつあったイラン・グアテマラ・コンゴ・キューバなどに対してクーデター・要人暗殺などを含んだ工作活動を積極的に展開した。
1999年4月26日にCIA長官を務めた経歴を持つ第41代アメリカ合衆国大統領ジョージ・H・W・ブッシュの功績を称えてCIAの旧本部と新本部からなる複合施設はジョージ・ブッシュ情報センターと命名された。
2001年よりジョージ・W・ブッシュ政権ではCIAは機能が発揮されていないという指摘もある。ブッシュ政権で権勢を振るうネオコンは、CIAからの情報を軽視しており（プレイム事件など）、アメリカ国防総省傘下の国家安全保障局（NSA）や国防情報局（DIA）を重視して、CIAはインテリジェンス・コミュニティーの主流派から外され、国家情報長官が設置され、副長官にはNSA長官だったマイケル・ヘイデンが就任した。こうした流れは、2010年頃まで続いた。ブッシュ政権でCIA長官だったポーター・J・ゴスは、それまでの最上級幹部を全て辞めさせ、大統領の政策に異議を唱えることを禁じる命令を出した。これによって、CIAの職員は2005年までに総員の半数が5年以下の経験しか持たない組織になった。一方で子ブッシュ政権下でもブラック・サイトでの拷問や無人攻撃機による暗殺などの秘密工作活動でCIAは暗躍した。
2018年、ジーナ・ハスペルが初めての女性長官になる。

## 組織
- 職員数 - 約20,000人（非正規職員や派遣職員、契約職員など雇用形態が曖昧なため、はっきりした数字は定まらない。）

諜報活動を行うチームは、情報収集管理担当官を中心とする、エージェント、工作員、分析官、警備担当、スタッフ・オペレーション・オフィサー、管理担当、その他職員らで構成されており、職員はそれぞれ専門の担当があり、全員が全てスパイという訳ではない。
CIAに勤務する“職員”は“オフィサー”、工作員の募集職員のことを“エージェント”または“アセッツ”と呼称する。
また、海外でのCIAの警備業務などを行うGRS（Global Response Staff）と呼ばれる業務委託された部署・職員も存在する。

- 情報収集管理担当官 (Collection Management Officer)
- 工作担当官 (Case Officer)
- 工作補佐担当官 (Staff Operations Officer)
- 準軍事工作担当官 (Paramilitary Operations Officer)

### かつての編成

#### 作戦本部
ヒューミントに従事する。英語名はDirectorate of operations（作戦総局）。本部長はDeputy Director of CIA for operations（作戦担当副長官）で、略称はDDO,DO,DD/Oなどを用いている。
以前は計画本部（1951-73）、作戦本部（1973-2005）、国家秘密工作本部（2005-2015）と称されていた。
黎明期にはOSO（戦略作戦局、Office of Strategic Operations、情報収集担当）、OPC（政策調整局、Office of Policy Coodination、秘密工作担当）に分かれていた。
- 核拡散部
- 対テロ・センター
- 防諜センター
- 麻薬対策センター
- CIS部

- 欧州部
- 中近東・南アジア部
- 東アジア部
- アフリカ・中南米部
- 技術支援部

#### 情報本部
情報の評価・分析・情報資料の作成に従事する。
- CIS分析部
- 欧州分析部
- 近東・南アジア分析部
- 東アジア分析部
- アフリカ・中南米分析部

- 兵器科学研究部
- グローバル問題部
- 情報資源部
- 外国指導者分析部

#### 科学技術本部
技術的情報収集手段の研究・開発に従事する。
- 技術システム研究・開発部
- 傍受部
- 技術保障部
- 国外ラジオ放送部 (FBIS)

#### 行政本部
総務、人事、訓練、要人警護、施設警戒に従事する。
- 人事部
- 要員訓練部
- 警備部
- 会計部
- 情報保管・検索部

- コンピュータ機材部
- 通信部
- 法務部
- 監察部
- 会計監査部

- 秘書部
- 会計計画部
- CIA史編纂部
- 暗号書簡部
- 公表検討会議

#### 分析本部
各地域の情報の分析・整理を担当していた。イラク戦争中にはイラク分析局がMENAとは別に独立して置かれていた。バイデン政権下では中華人民共和国や台湾省に特化した「中国ミッションセンター」が置かれていた。

##### 分析局の地域グループ
- 中東・北アフリカ分析局（MENA）
- 南アジア分析局（OSA）
- イラク分析局（イラク戦争時のみ。現在はMENAに統合された）
- ロシア・ヨーロッパ分析局（OREA）
- アジア太平洋・ラテンアメリカ・アフリカ分析局（APLAA）

### 現在の組織構造[46]

#### 分析総局
分析局（旧情報局）はCIAの分析部門であり、主要な対外問題に関するあらゆる情報源からの分析の作成と配信を担当している。  4つの地域分析グループ、6つの国際問題グループ、および2つのサポートユニットがある。 国家情報長官室が設立される前は、大統領日報はCIA現情報局によって作成されていた。ここに配属される工作官はアナリスト（Analyst）と称される。
- 中東・北アフリカ分析局（MENA）
- 南アジア分析局（OSA）
- ロシア・ヨーロッパ分析局（OREA）
- アジア太平洋・ラテンアメリカ・アフリカ分析局（APLAA）

※APLAAの下に中華人民共和国や台湾省に特化した「中国局」が存在すると指摘されている。

#### 科学技術総局
旧科学技術本部と同じく、コンピューターやサイバー戦争に関連する任務を行う。またラジオフリーアジアを始め、民主化運動のための情報工作への支援もここで行われている。

#### デジタルイノベーション総局
デジタルイノベーション総局は、諜報活動を支援するために革新的な技術を開発する。
- アプリケーションソフトウェアと分析
- バイオ、原子力、化学技術
- 通信とインフラ
- デジタルアイデンティティとセキュリティ
- 組み込みシステムと電力

#### サポート総局
サポート部は清掃や備品の管理など「ハウスキーピング」（総務）管理機能を提供する。これらの部門には、人事、セキュリティ、通信、財務業務が含まれる。

### 役職（事実上の階級）
CIAの職員は建前上は軍人や武官ではなく「文民の公務員」という事に成っているので警察式・軍隊式の階級呼称は使用しない。これはソ連など共産圏のKGBが軍隊式の階級を用いて法的な立場も軍人だったのや日本の公安警察（警備局や警備部）が警察の内部組織とされているのと大きな違いである。また臨機応変に柔軟な弾力運用される事も多く固定的なものではない。以下の表も記述されていない流動的な役職が存在する。
| 役職                     | 英語表記                              | 職務内容 |
| ------------------------ | ------------------------------------- | --- |
| CIA長官                  | Director of the CIA                   | CIA全体の最高責任者であり、アメリカ合衆国大統領に直属。                                                        |
| 副長官                   | Deputy Director of the CIA            | 長官を補佐/代行し、組織の管理・運営において中心的役割を果たす。                                                |
| 専務補佐官（執行副長官） | Exective Director of the CIA          | 日常的な総務、組織の指導・調整を行う。                                                                         |
| 作戦統括補佐官           | Deputy Director of CIA for Operations | 作戦総局（ヒューミトン担当）の責任者。 補佐に情報収集担当官（Collection Management Officer）を置くこともある。 |
| 部門指導者（管理官）     | Division Chief                        | 特定の部署全体の責任者。（例、中東情勢の統括など）                                                             |
| 任務部指導者             | Mission Center Chief                  | 小規模な部門の指揮。                                                                                           |
| 作戦指導者（作戦課長）   | Operation Chief/Supervisor            | 作戦での現地指導者。                                                                                           |
| 拠点指導者（主任）       | Station Chief/Manager                 | 海外での活動拠点の指揮官。                                                                                     |
| 工作官/局員              | Case Officer/Agent                    | 情報収集や分析など様々な任務を行う。部門に呼称は変わる。                                                       |

工作官の下には、「非正規の協力者」（Response Staff）がおり民間人としてCIAに協力する。工作官は部門によって呼称は変わる。情報の解析や分析ならアナリスト（Analyst）、準軍事行動なら準軍事作戦員（Paramilitary Operations Officer）、情報収集ならオペレーター (Operations）、心理戦や情報戦の専門家には特別官 (Specialist)、サイバー担当者には特技官（Technical　Operation　Officer）など。

## CIA長官
2005年4月21日まで（ボーダー・J・ゴスの任期中）は長官はCIAだけでなく、アメリカのインテリジェンス・コミュニティーの統括役でもあったため、「局」(Agency)が入らない「中央情報長官」（DCI：Director of Central Intelligence）と呼ばれていた。2005年4月21日以降はCIAのみを統括する「中央情報局長官」（D/CIA：Director of the Central Intelligence Agency）となり、インテリジェンス・コミュニティーは国家情報長官が統括している。
これは2004年の情報改革及びテロ予防法により国家安全保障法が改正されたことを受けた措置である。2005年まで副長官も中央情報副長官（DDCI）がおり、通常は中将が任命された（もっともCIA本部ワシントンDCで勤務するが）。CIAにおいては、工作本部や情報本部のトップが次官として扱われる。例えば工作担当次官はDDO、情報担当次官はDDIなどがあり、CIA全体の副長官（Deputy Director）も別に存在する。
なお、CIAの日々の業務は中央情報局エグゼクティブ・ディレクター（Exective Director of the Central Intelligence Agency（ED/CIA））が総括することとなっている（2004年4月時点での組織図では、CIA長官の次官として中央情報副長官、中央情報局長官の次官としてED/CIAが記載されている）。

### 歴代CIA長官
| 代 | 氏名                                     | 任期                                                               | 大統領                                          |
| -- | ---------------------------------------- | ------------------------------------------------------------------ | ----------------------------------------------- |
| 1  | シドニー・W・ソワーズ海軍少将            | 1946年1月23日 - 1946年6月10日                                      | ハリー・S・トルーマン                           |
| 2  | ホイト・ヴァンデンバーグ空軍中将         | 1946年6月10日 - 1947年5月1日                                       | ハリー・S・トルーマン                           |
| 3  | ロスコー・H・ヒレンケッター海軍少将      | 1947年5月1日 - 1950年10月7日                                       | ハリー・S・トルーマン                           |
| 4  | ウォルター・ベデル・スミス陸軍中将       | 1950年10月7日 - 1953年2月9日                                       | ハリー・トルーマン ドワイト・D・アイゼンハワー  |
| 5  | アレン・ウェルシュ・ダレス               | 1953年2月26日 - 1961年11月29日                                     | ドワイト・D・アイゼンハワー ジョン・F・ケネディ |
| 6  | ジョン・マコーン                         | 1961年11月29日 - 1965年4月28日                                     | ジョン・F・ケネディ リンドン・ジョンソン        |
| 7  | ウィリアム・F・レイボーン退役海軍中将    | 1965年4月28日 - 1966年6月30日                                      | リンドン・ジョンソン                            |
| 8  | リチャード・ヘルムズ                     | 1966年6月30日 - 1973年2月2日                                       | リンドン・ジョンソン リチャード・ニクソン       |
| 9  | ジェームズ・R・シュレシンジャー          | 1973年2月2日 - 1973年7月2日                                        | リチャード・ニクソン                            |
| 10 | ウィリアム・コルビー                     | 1973年9月4日 - 1976年1月30日                                       | リチャード・ニクソン ジェラルド・R・フォード    |
| 11 | ジョージ・H・W・ブッシュ                 | 1976年1月30日 - 1977年1月20日                                      | ジェラルド・フォード ジミー・カーター           |
| 12 | スタンズフィールド・ターナー退役海軍大将 | 1977年3月9日 - 1981年1月20日                                       | ジミー・カーター ロナルド・レーガン             |
| 13 | ウィリアム・J・ケーシー                  | 1981年1月28日 - 1987年1月29日                                      | ロナルド・レーガン                              |
| 14 | ウィリアム・H・ウェブスター              | 1987年5月26日 - 1991年8月31日                                      | ロナルド・レーガン ジョージ・H・W・ブッシュ     |
| 15 | ロバート・M・ゲイツ                      | 1991年11月6日 - 1993年1月20日                                      | ジョージ・H・W・ブッシュ ビル・クリントン       |
| 16 | R・ジェームズ・ウルジー                  | 1993年2月5日 - 1995年1月10日                                       | ビル・クリントン                                |
| 17 | ジョン・M・ドイッチ                      | 1995年5月10日 - 1996年12月15日                                     | ビル・クリントン                                |
| 18 | ジョージ・J・テネット                    | 1997年7月11日 - 2004年7月11日 （2004年6月3日に辞任）               | ビル・クリントン ジョージ・W・ブッシュ          |
| -  | ジョン・E・マクラフリン（代行）          | 2004年7月11日 - 2004年9月24日                                      | ジョージ・W・ブッシュ                           |
| 19 | ポーター・J・ゴス                        | 2004年9月24日 - 2006年5月5日                                       | ジョージ・W・ブッシュ                           |
| 20 | マイケル・ヘイデン                       | 2006年5月5日 - 2009年1月20日                                       | ジョージ・W・ブッシュ バラク・オバマ            |
| 21 | レオン・パネッタ                         | 2009年1月20日 - 2011年6月30日                                      | バラク・オバマ                                  |
| 22 | デヴィッド・ペトレイアス退役陸軍大将     | 2011年9月6日 - 2012年11月9日                                       | バラク・オバマ                                  |
| 23 | ジョン・オーウェン・ブレナン             | 2013年3月8日 - 2017年1月23日                                       | バラク・オバマ ドナルド・トランプ               |
| 24 | マイク・ポンペオ                         | 2017年1月23日 - 2018年4月26日                                      | ドナルド・トランプ                              |
| 25 | ジーナ・ハスペル                         | 2018年5月21日 - 2021年1月20日 （2018年4月26日から5月17日まで代行） | ドナルド・トランプ                              |
| -  | デイヴィッド・S・コーエン（代行）        | 2021年1月20日 - 2021年3月23日                                      | ジョー・バイデン                                |
| 26 | ウィリアム・ジョセフ・バーンズ           | 2021年3月23日 - （現職）                                           | ジョー・バイデン                                |

## CIAが主導し関与したとされる作戦・事件

### 1940年代
- 時期不明 - ペーパークリップ作戦

### 1950年代
- 1953年 - アジャックス作戦：イラン・クーデター。シャー復帰。
イギリス秘密情報部と合同で行なったイランのモハンマド・モサッデク政権転覆・パフラヴィー朝復興作戦。2013年、機密指定解除になっていた1970年代の文書に関与が明記されていたことが判明。
- 1953年 - ポダルトン作戦（正力マイクロ波事件）
世界銀行より正力松太郎へ融資をさせ日本に軍事転用可能なマイクロ波通信網を設置しようとした。吉田茂が通信網は電電公社に任せると選択し失敗。
- 1953年 - CIAが公式にVENONAを報告し、防諜活動に協力を始めた。
- 1954年 - PBSUCCESS作戦・グアテマラ・クーデター1954[51]
ユナイテッドフルーツと組んで行われた、グアテマラのハコボ・アルベンス・グスマン政権転覆作戦。グアテマラ内戦に繋がった。
- 1955年 - カシミールプリンセス号爆破事件
- 1955年 - 日本で保守合同を支援
自由民主党の結成に関与した。1964年まで行われていた事が機密指定解除となった外交文書に記述されている[52][53][54]。
- 時期不明 - MKウルトラ計画
洗脳技術の研究を行った。1950年代初頭から1960年代末まで行われていたとされる。

### 1960年代
- 1960年代 - アコースティック・キティー
猫を使った盗聴作戦。専用に生体改造された盗聴用の猫を盗聴先の現場へ送り込むというものであったが、失敗に終わった。
- 1960年 - U-2撃墜事件
- 1961年 - ピッグス湾事件
キューバの「反革命傭兵軍」による親米化クーデターを支援し、「反革命傭兵軍」をピッグス湾から上陸させて政権転覆を狙ったものの失敗に終わった。
- 1961年 - 大韓民国中央情報部（KCIA）の設立に関与
設立後は、育成、監督にも関与することとなる。
- 1962年 - コールドフィート計画
ソビエト連邦の北極基地での情報収集
- 1962年 - エンリコ・マッテイの飛行機事故。
イタリアENIによる独自のエネルギー路線に対する疑惑。
- 1963年 - ゴ・ディン・ジエム政権転覆支援：ベトナム
- 1963年 - アブドルカリーム・カーシム政権転覆支援
イラクのバアス党への資金提供で関与したとされる。
- 1963年 - 1964年 - ルイス・ポサダ・カリレスへの支援
カリレスはCIAの工作員であったが、後にクバーナ航空455便爆破事件やフィデル・カストロ暗殺未遂事件など一連のテロ活動に従事することになる。
- 1965年 - 9月30日事件
インドネシアの反スカルノクーデター関与とスハルトによる共産主義者粛清への支援

#### ベトナム戦争関連
- 1964年 - トンキン湾事件
- 民間不正規戦グループ（CIDG）計画および、特殊部隊の支援
- 1967年〜1971年 - フェニックス作戦

### 1970年代
- 1972年 - ウォーターゲート事件
工作員のジェームズ・W・マッコード・ジュニアが逮捕された。
- 1973年 - チリ・クーデター
社会主義政権のサルバドール・アジェンデ政権転覆をもくろみ、アウグスト・ピノチェト将軍のクーデターを支援。
- 1974年 - プロジェクト・ジェニファー
沈没した旧ソ連の629型潜水艦K-129のサルベージ作戦。
- 1975年 - 労働党ウィットラム首相解任工作：オーストラリア
- 1975年 - アンゴラ内戦への間接的介入
アンゴラ内戦の親米組織に元南ベトナム軍兵士や傭兵らを投入[55]。
- 1977年 - パキスタン陸軍参謀長ジア・ウル・ハク将軍によるクーデター
ズルフィカル・アリ・ブットパキスタン元首相が処刑された他、後のハク将軍事故死にも関与説がある。
- 1978年 - グラディオ作戦[56]
イタリアでの謀略活動
- 1978年 - アフガニスタン紛争（サイクロン作戦）
この紛争に際してCIAがアフガニスタンに共産政権を打ち立てたアフガニスタン人民民主党に対する抵抗運動を行ったムジャーヒディーンへ武器、資金を援助した結果、紛争は1989年まで続いた。

### 1980年代
- 1980年 - 全斗煥による光州事件：韓国
- 1980年 - カナダの策謀によりアメリカ外交官6人イラン脱出
- 1986年発覚 - イラン・コントラ事件

### 1990年代
- 1994年 - エイムズ・スパイ・スキャンダル
約9年に渡りソ連とソビエト連邦の崩壊後のロシアのために機密情報を提供していたとしてCIA工作員が逮捕された。
- 1995年7月 - VENONA FILEの一部が初めて公開される。
- 1998年 - スーダンの製薬工場へのミサイル攻撃
実際は製薬工場であった所をVXガスの製造工場であると主張してミサイル攻撃を行わせた。これはエジプト人情報提供者一人のみの情報を信用した結果であった。

### 2000年代
- 2002年 - ベネズエラにおける、クーデター未遂、コロンビア人民兵による武装蜂起未遂。
- 2003年 - イラク戦争
大量破壊兵器の存在を主張して開戦へと導いた。後に大量破壊兵器はまったく存在しなかったとコリン・パウエル国務長官が謝罪する結果となった。
- 2009年11月5日 - イタリアでイスラム教聖職者アブ・オマル（オサマ・ムスタファ・ハッサン・ナスール）師の拉致への関与
協力したSISMIのエージェントを含めた関係者達がイタリア司法当局に訴追され、欠席裁判でミラノの拠点責任者が8年、他に22人の要員が5年の禁錮刑となった。
- 2009年12月30日 - アルカイダへの二重スパイの派遣
CIAが派遣した人物は二重どころか、本来ならあり得ない三重スパイであり、完全に騙されたアフガニスタンのチャップマン前哨基地では自爆テロが発生した。CIA局員7人を含む9人が死亡[57]。
- 時期不明 - 2001年のアフガニスタン紛争後のアフガニスタンにおいて成立したカルザイ政権内部の情報収集のために高官達へ資金提供

### 2010年代
- 2010年 - ウサーマ・ビン・ラーディンの殺害に係る事前調査
- 2017年5月 - 2010年から中国でCIAの要員が次々と殺害されて中国でCIAのスパイ網が壊滅したとニューヨーク・タイムズは報じた[58]。中国とロシアの当局は解読したCIAの通信方法の情報を共有したとも報じられている[59]。また、北朝鮮の国家保衛省や対米外交を担当する韓成烈外務次官などはCIAと韓国の国家情報院が金正恩朝鮮労働党委員長の暗殺を試みたと主張し[60][61][62][63][64]、暗殺に関与したCIA関係者や国家情報院トップの引き渡しと正式な謝罪を要求した[65][66]。同年2月に死亡したと報じられた金正男はCIAの情報提供者だったと報じられている[67]。
- 2018〜19年、CIA、MI6、DGSE、FISの共同作戦により、ヨーロッパ各地で暗躍していたGRUの29155部隊のメンバー15人を追跡し、特定した[68][69]。
- 2019年6月、イランは「海外の複数の同盟国」とともにCIAのスパイ網を解体したと発表した[70]。

### 2020年代
- 2020年8月17日（現地時間）、ハワイ在住の元CIA局員（かつ元FBI言語学者）の67歳の香港系帰化中国人の男性を彼の親戚と共に14日に逮捕したと発表した。二人による情報漏洩はCIA退職後の2001年に香港で中国情報機関へ「CIAの要員や作戦」、「通信手段などに関する情報」を現金5万ドル（約664万円[71]）で売り渡した事から始まり、以来10年以上も国防情報を中国側に漏洩した疑いが持たれている。またハワイ移住後、中国側に渡す『米政府の機密情報』へのアクセスを得ることを狙ってFBIに職を求め、04年に中国語文書の翻訳などを担当する契約職員になり、6年間、機密扱いされた文書などをコピーするなどして盗み、中国を頻繁に訪問して渡していたとされる[72]。中国側に渡った情報はCIAの暗号や工作員の情報、それに『海外での工作活動の状況』などとされていて、司法省は声明で「同僚と国家、そして自由民主主義の価値観を裏切った」と批判したうえで「裏切り者は必ず、見つけ出し裁きにかける」と警告を発した[73]。
- 2020年9月19日 - 2008年に中国に対する諜報活動の為にSAC（特殊活動センター）のSOG（特殊作戦グループ）海事部門隊員4名が投入されたが、嵐により船舶が巻き込まれ行方不明になったと報道される。

## 有名なCIA局員（長官を除く）
- ジェームズ・アングルトン(James Jesus "Jim" Angleton) - 防諜担当副次官。専門は防諜（カウンターインテリジェンス）。
- レイ・クライン(Raymond Steiner "Ray" Cline) - 情報担当次官。専門は情報分析。
- エドワード・ランスデール(Maj.Gen. Edward Geary "Ed" Lansdale,USAF) - 空軍少将、秘密工作のプロ、最終的に国防長官補佐官になる。フィリピン、ベトナム戦争初期とカストロ政権初期のキューバ攪乱工作で作戦の中心。
- ジェリー・ドローラー (Gerald F."Gerry" Droller) - 作戦本部西半球局秘密工作室長、キューバ侵攻作戦の中心人物で、アーサー・シュレジンジャーの回想録[74]に唯一の中心人物として名字だけ出てくる。
- テッド・シャクリー (Theodore George "Ted" Shackley, Jr.) - キューバ侵攻作戦の中心のマイアミ支局（JM/WAVE）長、1968年サイゴン支局長。フェニックス作戦を指揮、西半球局長としてアジェンデ打倒工作、作戦本部副本部長（秘密工作担当）になる。イラン・コントラ事件や麻薬密輸への関与も取りざたされている。西半球局長として、フィリップ・エイジーの暴露から局を守るためにほぼ全員を入れ替える。
- E・ハワード・ハント（Everette Howard Hunt, Jr.） - 作戦本部の秘密工作員、グアテマラ政権転覆工作、キューバ侵攻作戦に従事。ウォーターゲート事件の主犯の一人、1950年代に東京駐在。ウォーターゲート事件中に夫人が100万＄を運んでいる途中墜落死。回想録を出版。その後息子たちが、本人がジョン・F・ケネディ大統領暗殺に関わった（CIA在職中）という告白録を出版。
- ジェームズ・W・マッコード・ジュニア（James Walter "Jim" McCord, Jr.）- ウォーターゲート事件の主犯の一人。ニクソン大統領再選本部（CREP）警備責任者。CIAでの最後の役職は保安局施設警備部長[注 1]。
- キム・ルーズベルト[75](Kermit "Kim" Roosvelt　Jr.) - カイロ支局長マイルズ・コープランド（Miles Copeland Jr.）とともに、ナセル体制を樹立。1950-54年工作本部近東局（Near East Division）長。シャーによるイランのモサッデク政権打倒、復位を主導（エイジャックス作戦）。OSSの幹部（解散後にOSSの公式の歴史を執筆）。2人のルーズベルト大統領の親族。回想録を出版し、エイジャックス作戦の詳細を記載する[注 2]。
- ピアー・デ・シルバ（Peer de Silva） - サイゴン、ソウル、バンコク支局長などを歴任。
- ビル・ハーベイ (William King "Bill" Harvey) - CIAを代表する伝説の秘密工作員。ベルリンの「ゴールド作戦」の責任者。勤務中に公然と拳銃を携帯するので局内で悪名が高かった。工作本部対外情報室長。1945年、FBI在職中にエリザベス・ベントリーを尋問し、米国政府内のソ連スパイグループを特定した。FBIからCIAに移籍したため、フーヴァーFBI長官から嫌われ続ける。
- ビクター・マルケッティ（Victor L. Marchetti）- 中央情報副長官（DDCI）タイラー（Rufus L.Taylor）海軍中将の補佐官。分析官出身。
- サム・アダムス（Samuel A. "Sam" Adams） - 情報本部の分析官。回想録を執筆。
- J・C・キング大佐(Colonel J.C.King) - 作戦本部西半球局長
- リチャード・ビッセル(Richard Marvin "Dick"  Bissel) - 作戦本部長（次官）
- クレア・ジョージ (Clair Erloy George) - 作戦本部長（次官、1984-87）。OSSのベテラン。
- ルシアン・コネイン大佐 (Colonel Lucien Emile Phellipe Conein) - 駐南ベトナムの専門家。南ベトナムの将軍に信頼されてジェム政権を倒すクーデターに関与する。
- ジョン・リチャードソン (John Hammond "John" Richardson) - サイゴン支局長（ゴ・ジン・ジェム時代）。ジェム政権と密着しすぎると言われて、反ジェムクーデター直前に帰国させられる。
- オルドリッチ・エイムズ(Aldrich Hazen Ames) - CIA対ソ連諜報部長、在職中にソ連のスパイ(1984-94)。ほぼ全員のソ連人スパイが逮捕もしくは処刑された。
- ロバート・ベア - 回想録を出版。
- リチャード・ブリー (Richard Blee)
- ハンス・トフテ（Hans V. Tofte）- 伝説的な上級工作員。朝鮮戦争中の破壊工作で有名。自宅に機密文書を保管していたのがわかり、解任される。
- コファー・ブラック (Joseph Cofer Black) - アフリカ専門家。反テロリズムセンター長としてアル・カイーダと戦う。
- リチャード・ウェルチ(Richard Welch) - アテネ支局長（暗殺される）
- ラリー・デブリン(Lawrence "Larry" Devlin) - コンゴ支局長、チャーチ委員会の報告では「ビクター・ヘッジマン」[注 3][注 4]。
- ヘンリー・プレザンツ（Henry M.Pleasants） - ベルン支局長。ボン（西ドイツ）支局長としてゲーレン機関の設立と発展に尽力する[77]。
- デズモンド・フィッツジェラルド（J.Desmond FitzGerald） - 工作本部長(1965-67)、次官。前極東局長。
- ルシアン・トラスコット将軍（Lucian Truscott） - サイゴン支局長
- ジョン・マクマホン（John Newton "John" McMahon） - サイゴン支局長、後に工作本部長(1978-81)、中央情報副長官（DDCI、1982-86）
- トレーシー・バーンズ（Tracy F.Barnes）
- フランシス・ゲーリー・パワーズ（Francis Gary Powers） - 1960年ソ連上空で撃墜されたU-2型偵察機のパイロット。
- チャールズ・キャベル空軍大将（Gen. Charles Pearre Cabell,USAF） - 中央情報副長官（DDCI、1953-62）。キューバ侵攻作戦やU-2偵察機開発を推進。
- デーブ・マーフィー（David R."Dave" Murphy）- パリ支局長。アングルトンにソ連スパイの疑いをかけられ辞任した最上位のCIA高官。
- パット・カーター中将（Lt.Gen. Marshal Sylvester "Pat" Carter）- 中央情報副長官（DDCI、1962-65）
- カール・ダケット（Carl Duckett） - 科学技術本部長
- ビル・ネルソン（William E."Bill" Nelson）- 作戦本部長(1973-76)、
- マックス・ヒューゲル（Max C. Hugel）- 短期間総務本部長を務めた後、工作本部長。CIAなどでの情報活動経験が全くない部外者のため在任2ヶ月で辞任させられる。
- デビッド・フィリップス（David Atlee Phillips） - 工作本部西半球局長、CIA退職官協会会長。ケネディ暗殺事件との関係が疑われている[78]。
- シドニー・ゴトリーブ博士（Dr.Sidney Gottlieb） - 毒物専門家、MKウルトラ計画やカストロ暗殺計画の技術的中心人物。
- フランク・ウィズナー（Frank Gardiner Wisner） - 次官、計画本部長。フランク・ジョージ・ウィズナー（国防次官、国務次官などを歴任）は息子。
- ドナルド・グレッグ（Donald Gregg）- ソウル支局長、元東京支局勤務。ジョージ・H・W・ブッシュ大統領の腹心として、駐韓大使、国家安全保障会議情報部長やCIAの要職を歴任。
- バーノン・ウォーターズ中将（Lt.Gen. Vernon Anthony "Dick" Walters）- 中央情報副長官(1972-76)。リチャード・ニクソン大統領の古い知り合い。ウォーターゲート事件のもみ消しを頼まれるが、断る。退任後に国連大使、駐西ドイツ大使を歴任。
- ウィリアム・ブロー（William Vincent "Bill" Broe） - 1965年まで東京支局長を務めた直後に西半球局長に就任し、サルバドール・アジェンデ打倒工作、チェ・ゲバラ捕獲作戦を指揮した重要人物である。その後1973年の引退まで監察総監[注 5]として勤務し、ウォーターゲート事件の局内調査を指揮する[79]。
- フィリップ・エイジー（Philip Burnett Franklin Agee） - 1957-68年の中南米での活動後、キューバ（共産主義国）に移住し、そこで死亡した。1975年に局員、協力者250名の実名・局内暗号名(cryptonym)を載せた回想録を出版する[80]。
- ロバート・クロウリー（Robert Trumbull Crowley） - 工作本部担当副長官補[注 6]までなった高官。肺ガンで死亡する前に、CIAの協力者氏名2619人の実名を記した「クロウリー・ファイル」を公開した[注 7]。
- ロバート・クッシュマン海兵隊大将（General Robert Everton Cushman, Jr.） - 中央情報副長官（1969-71、当時は中将）、海兵隊司令官（1972-75、大将）
- ジョージ・ドール（George Arntzen Doole, Jr.） - 1953年-71年（ベトナム戦争と重なる）にCIA所有の航空事業すべてをほぼ一人で統括する職員。
- ウィリアム・カンパイルズ（William Peter Kampiles） - CIAの下級事務員。1977年にKH-11偵察衛星のマニュアルを$3,000でソ連に売る。二重スパイになれると思って元の上司に報告したが、捕らえられ懲役19年の刑を受ける（1996年釈放）。
- エドワード・スノーデン（Edward Joseph Snowden） - CIA勤務（2002-06）、本部やベルン支局で情報保全勤務と秘密工作にも携わる。その後NSAの契約職員になる。NSAホノルル・センター時代に入手した多数の資料を持って、内部告発者となり、ガーディアンなどで資料を発表。2015年現在ロシア滞在。
- ジェイク・エスターライン（Jacob Donald "Jake" Esterline） - キューバ侵攻作戦の中枢である西半球局第4部（WH/4）長。その後マイアミ支局長、西半球局次長。
- シャーマン・ケント（Sherman Kent） - OSSの調査分析部門で活躍。1952-67年国家評価室（ONE：Office of National Estimates）の長として、アメリカの情報評価業務を率いる[81]
- ウィリアム・ランガー（William Leonard Langer） - OSSで情報評価に活躍。CIAで国家評価室を設立した後、ハーバード大学歴史学部長になる。弟のウォルター・ランガー（Walter Charles Langer）はOSSでアドルフ・ヒトラーの精神分析をし、自殺を予言したことで有名。
- ボビー・インマン海軍大将（Adm. Bobby Ray Inman, USN）- 中央情報副長官（DDCI、1981-82）。海軍情報部長（1974-76）、国防情報局長官(1976-77)、国家安全保障局長官(1977-81)。退任後ダラス連邦準備銀行総裁(1987-90)。1993年クリントンにより国防長官に指名されるが辞退する。
- ロブ・シモンズ陸軍大佐（Robert Ruhl "Rob" Simmons） - CIA在職1969-79。元上院情報委員会事務局長。2001-2007連邦下院議員。ベトナムでベトコン尋問センター勤務後、1975-1978年台北支局で台湾の核武装計画を阻止するのに重要な役割を果たす[82]。
- ジョージ・キスヴァルター（George Kisevalter） - 戦後CIAのためのソ連人スパイとなった多くの重要人物のハンドラー（担当官）。特にポポフ少佐、オレグ・ペンコフスキー大佐、アナトリー・ゴリティン、ユーリ・ノーセンコ少佐。ゴリティンとノーセンコ両方を信用していたと言う。
- ローレンス・ヒューストン（Lawrence R. Houston） - CIA法律顧問
- ヴァレリー・プレイム（Valerie Elise Wilson） - 大量破壊兵器捜索担当の秘密情報員（民間会社員を偽装）。夫（大使）の活動が気に入らない政府首脳により、身分を新聞に漏洩される。それらの顛末はプレイム事件と呼ばれた。（「フェア・ゲーム」として映画化もされた。）
- ウィリアム・バンディ（William Putnam "Bill" Bundy）- 後に国務次官補、国防次官補、プリンストン大学教授を務め、外交問題評議会（CFR）会長に推薦されるが断る。マクジョージ・バンディ（ケネディ、ジョンソン政権の国家安全保障担当大統領特別補佐官）の兄。1950年代にCIA勤務、エイモリ（Robert Amory Jr.）情報本部担当次官の特別補佐官を務める。アルジャー・ヒスに献金したため、ジョセフ・マッカーシー上院議員の追求を受けるが、ダレス長官などがかばう。また左翼的見解を攻撃され心に傷を負う。第二次世界大戦中はイギリスの通信情報機関政府暗号学校(GCCS)で在英勤務（所属はアメリカ陸軍）。
- ロバート・ウィリアム・コウマー（Robert William "Blowtorch Bob" Komer）創立初期にCIA局員、後にNSC職員、国家安全保障担当大統領特別補佐官代行、カーター政権で国防次官。ベトナムで平定計画、CORDS、フェニックス作戦を指揮する。

## ポップ・カルチャーにおけるCIA

### 小説
※欧米の主なスパイ小説の一部に登場している。日本でも『007シリーズ』によって名が広まることとなった。
- トム・クランシーによる『ジャック・ライアンシリーズ』、その他長編
- ロバート・ラドラムによる『ジェイソン・ボーン』三部作、その他長編
- 大沢在昌による『追跡者の血統』『秋に墓標を』『氷舞』、その他長編
- 大藪春彦による『伊達邦彦シリーズ』、その他長編
- ジョン・アーリックマンによる『ザ・カンパニー』。ニクソン政権で大統領補佐官をつとめた著者による内幕小説で、題名はCIAそのものを指す。『大統領の密室 権力と陰謀』の題でTVドラマ化されNHKでも放映された。
- マイケル・クライトンによる『ロスト・ワールド -ジュラシック・パーク2-』

### 映画
- 『コードネームはファルコン』1985
- 『サンチャゴに雨が降る』1976
- 『007シリーズ』
- 『Killers』
- 『アルゴ』2012
- 『今そこにある危機』
- 『イントゥ・ザ・サン』
- 『エージェント・コーディ』
- 『エージェント:ライアン』
- 『エル・マリアッチ』
- 『グッド・シェパード』
- 『グリーン・ゾーン』
- 『刑事ニコ/法の死角』
- 『五月の七日間』
- 『コンドル』
- 『ザ・シューター/極大射程』
- 『シリアナ』
- 『スパイ・ゲーム』
- 『ゼロ・ダーク・サーティ』
- 『ソルト』
- 『チャーリー・ウィルソンズ・ウォー』
- 『沈黙の陰謀』
- 『デスペラード』
- 『デンジャラス・ラン』(2012年)
- 『トータル・フィアーズ』
- 『バーン・アフター・リーディング』
- 『ハドソン・ホーク』
- 『ボーンシリーズ』
- 『暴走特急』
- 『ミッション:インポッシブル』
- 『リクルート』
- 『レジェンド・オブ・メキシコ/デスペラード』
- 『キルレシオ』
- 『スパイ・レジェンド』
- 『レッド・オクトーバーを追え!』
- 『ロシアン・ルーレット』
- 『ワールド・ウォーZ』
- 『コードネーム U.N.C.L.E.』
- 『フェア・ゲーム』
- 『殺しのナンバー』
- 『沈黙の激戦』
- 『エージェント・ウルトラ』
- 『名探偵コナン 純黒の悪夢』
- 『ザ・レポート』
- 『355』
- 『ボーダーライン』(2015年)
- 『ボーダーライン: ソルジャーズ・デイ』(2018年)
- 『ジュラシック・ワールド/新たなる支配者』(2022年)

### テレビドラマ
- 『スパイ大作戦』
- 『24 -TWENTY FOUR-』
- 『CIA:ザ・エージェンシー』
- 『HOMELAND』
- 『エイリアス』
- 『コバート・アフェア』
- 『CHUCK』
- 『超音速攻撃ヘリ エアーウルフ』
- 『バーン・ノーティス 元スパイの逆襲』
- 『ジャック・ライアン』

### 漫画
- 『8マン』
- 『ゴルゴ13』
- 『パタリロ!』
- 『名探偵コナン』
- 『ロケットマン』
- 『BLACK LAGOON』（エダ）
- 『ヨルムンガンド』
- 『テスラノート』

### アニメ
- 『攻殻機動隊 STAND ALONE COMPLEX』
  - 『攻殻機動隊 S.A.C. 2nd GIG』
- 『名探偵コナン』
- 『ルパン三世 アルカトラズコネクション』

### ゲーム
- 『龍が如く3』
- 『コール オブ デューティシリーズ』

## 関連人物ほか
- 関係人物
  - 有末精三
  - 緒方竹虎
  - 賀屋興宣
  - 河辺虎四郎
  - 岸信介 - ティム・ワイナーの著書でスパイと名指しされた。
  - 久原房之助
  - 児玉誉士夫
  - 笹川良一
  - 柴田秀利
  - 正力松太郎 - ティム・ワイナーの著書でスパイと名指しされた。
  - 辰巳栄一
  - 田中清玄
  - 辻政信
  - 野村吉三郎
  - 服部卓四郎
  - 藤村義朗 (海軍軍人)
  - 船橋洋一
  - 安岡正篤
  - 笠信太郎
  - クレア・リー・シェンノート
  - ジェラルド・カーティス
  - ジム・トンプソン (実業家)
  - ウサーマ・ビン＝ラーディン
- 関係企業
  - ユナイテッド・フルーツ
  - 民航空運公司
  - エア・アメリカ
  - 国際商業信用銀行
  - ブラックウォーターUSA
  - 日本テレビ放送網
- 関係機関・協力機関
  - アメリカ対日協議会
  - 文化自由会議
  - 全米民主主義基金
  - アメリカ合衆国国際開発庁
  - タビストック人間関係研究所
  - ラジオ・フリー・ヨーロッパ
- 類似機関
  - イギリス秘密情報部（MI6）
  - イスラエル諜報特務庁（モサド）
  - ソ連国家保安委員会（KGB）
  - ロシア連邦保安庁（FSB）
  - 大韓民国中央情報部 (KCIA)
  - 内閣情報調査室